# Krajanów

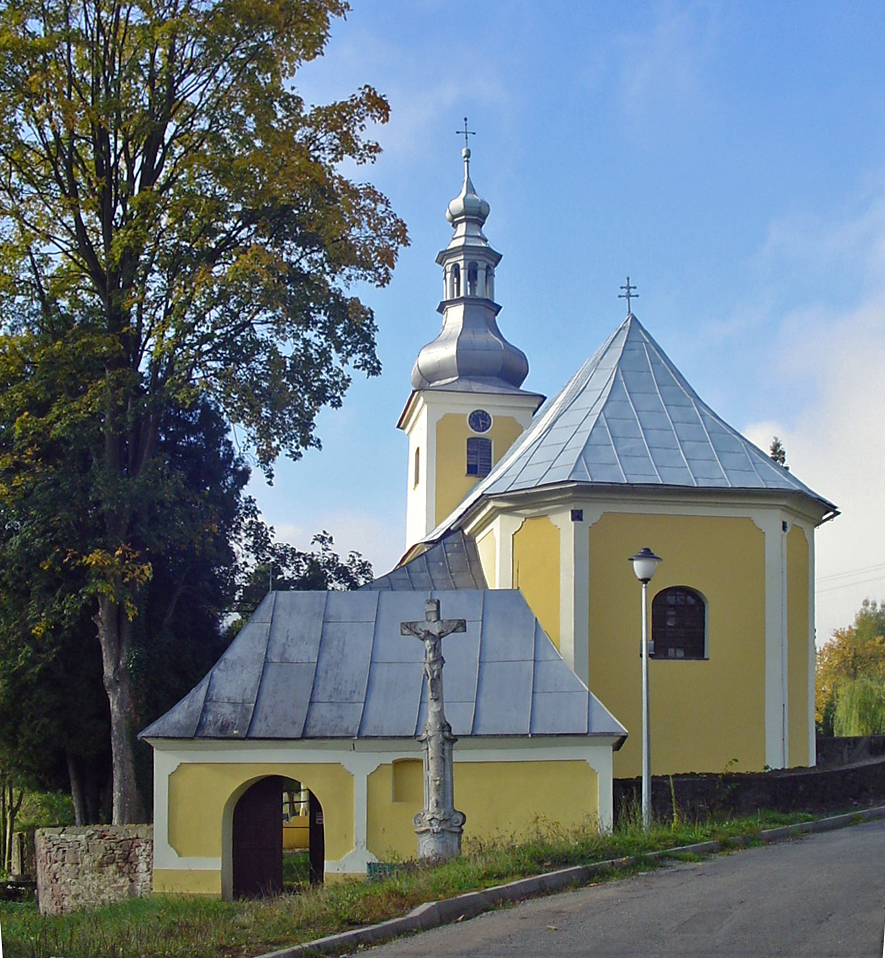
Kirche St. Georg

Krajanów (deutsch: Krainsdorf) ist ein Ort in der Landgemeinde Nowa Ruda im Powiat Kłodzki der Woiwodschaft Niederschlesien in Polen. Es liegt fünf Kilometer nordwestlich von Nowa Ruda (Neurode).

## Geographie
Krajanów liegt nahe an der Landesgrenze zu Tschechien. Nachbarorte sind Świerki (Königswalde) im Nordwesten, Ludwikowice Kłodzkie (Ludwigsdorf) im Nordosten, Drogosław (Kunzendorf) im Osten und Sokolica (Zaughals) im Südosten. Jenseits der Grenze liegt im Westen das Dorf Šonov (Schönau).

## Geschichte
„Kraynsdorf“ wurde erstmals 1353 erwähnt. Zwei Jahre später ist die Schreibweise „Krayersdorf“ belegt. Weitere Schreibweisen waren „Kreunsdorf“ (1560) und „Kransdorf“ (1571 und 1631). Es gehörte zum Neuroder Distrikt im Glatzer Land, mit dem es die Geschichte seiner politischen und kirchlichen Zugehörigkeit von Anfang an teilte. Erster bekannter Besitzer war die Familie von Maltitz. 1424 gehörte es Paul von Güsner, der es 1446 dem Heintze von Donin / Donyn verkaufte, der es seinem Sohn Friedrich vererbte. Nachdem dieser 1465 ohne männliche Erben verstorben war, kam Krainsdorf an Georg von Stillfried-Rattonitz, der mit Friedrichs Schwester Anna von Donyn verheiratet war. Georgs Enkel Heinrich von Stillfried verkaufte Krainsdorf 1589 dem Karl von Tschischwitz von Tuntschendorf. Da dessen Sohn Jonas um 1612 ohne männliche Nachkommen verstorben war, erbte dessen Witwe Anna, geborene von Haugwitz das Krainsdorfer Gut. Sie heiratete später Wilhelm von Wiese, der jedoch schon 1633 starb, so dass ihr Krainsdorf wieder zufiel. 1659 vermachte sie Krainsdorf ihrem Sohn Hans Christoph von Wiese, der 1660 Juliana Judith von Donig aus Oberschwedeldorf heiratete. Nachdem Hans Christoph 1669 gestorben war, erbte Krainsdorf der gleichnamige Sohn, der jedoch 1684 ohne Testament verstarb. Deshalb erhielt Krainsdorf 1685 dessen Mutter Juliana Judith, die nunmehr mit Johann Georg von Eckwricht verheiratet war. Deren Sohn George Friedrich von Eckwricht erbte 1708 Krainsdorf und verkaufte es 1734 an den Reichsgrafen Franz Anton von Götzen auf Eckersdorf.
Nach dem Ersten Schlesischen Krieg 1742 und endgültig mit dem Hubertusburger Frieden 1763 fiel Krainsdorf zusammen mit der Grafschaft Glatz an Preußen. Nachdem mit Johann Joseph (Leonhard) von Götzen die katholische schlesische Linie derer von Götzen im Mannesstamm erlosch, erbten dessen Besitzungen zunächst seine drei Schwestern und 1780 der Neffe Anton Alexander von Magnis. Er erwarb 1783 auch den Krainsdorfer Freirichteranteil, so dass nunmehr das ganze Dorf in seinem Besitz war.
Für die Zeit um 1800 sind nachgewiesen: eine Filialkirche, ein Pfarrhaus, ein Schulgebäude, drei herrschaftliche Vorwerke, 13 Bauern, ein Kretscham, eine Mehlmühle sowie 66 Gärtner und Häusler.
Nach der Neugliederung Preußens gehörte Krainsdorf seit 1815 zur Provinz Schlesien, die in Landkreise aufgeteilt wurde. 1816–1853 war der Landkreis Glatz, 1854–1932 der Landkreis Neurode zuständig. Nach dessen Auflösung 1933 gehörte Krainsdorf bis 1945 wiederum zum Landkreis Glatz.
Als Folge des Zweiten Weltkriegs fiel Krainsdorf 1945 mit dem größten Teil Schlesiens an Polen und wurde in Krajanów umbenannt. Die deutsche Bevölkerung wurde 1946 vertrieben. Die neuen Bewohner waren zum Teil Heimatvertriebene aus Ostpolen, das an die Sowjetunion gefallen war. 1975–1998 gehörte Krajanów zur Woiwodschaft Wałbrzych (Waldenburg).

## Sehenswürdigkeiten
- Die Kirche St. Georg wurde 1585 an der Stelle einer früheren Kirche errichtet und später im Stil des Barock umgebaut. Besonders sehenswert ist die Kanzel mit den vier Evangelisten und der Nothelfer-Altar, der von einem Rankenwerk umgeben ist, auf dem sich Medaillons mit den Vierzehn Nothelfern befinden. Die Kirche war in älteren Zeiten Filialkirche der Pfarrkirche Neurode und ab 1675 der Pfarrkirche von Ludwigsdorf.
- Das Schloss Krainsdorf war in der ersten Hälfte des 19. Jahrhunderts u. a. im Besitz des Adelsgeschlechts Magnis aus Eckersdorf. Nach dem Übergang an Polen 1945 diente es zeitweise als Schule. Nach 1970 wurde es dem Verfall überlassen.[2]

## Persönlichkeiten
- Gerhart von Schulze-Gaevernitz (1864–1943), Ökonom und linksliberaler Reichstagsabgeordneter, besaß in Krainsdorf ein Gut, auf dem auch Friedrich Naumann zu Gast war und wo Schulze-Gaevernitz verstarb.
- Olga Tokarczuk (* 1962), polnische Schriftstellerin und Nobelpreisträgerin; lebt seit 1998 in Krajanów.